# Pandanobasis
Pandanobasis is een geslacht van libellen (Odonata) uit de familie van de waterjuffers (Coenagrionidae). De wetenschappelijke naam van het geslacht is voor het eerst geldig gepubliceerd door R.J.T. Villanueva in 2012. De naam verwijst naar het plantengeslacht Pandanus en de tribus Teinobasini.

## Soorten
Pandanobasis is omvat de volgende vier soorten:
- Pandanobasis cantuga (Needham & Gyger, 1939)
- Pandanobasis curacha Villanueva, 2012
- Pandanobasis daku Villanueva, 2012
- Pandanobasis mcgregori (Needham & Gyger, 1939)